# Sisters in Crime
Sisters in Crime — организация, насчитывающая 4500 членов в более чем 60 региональных отделениях по всему миру, предлагающая общение, советы и поддержку авторам детективов. Членами являются авторы, читатели, издатели, агенты, книготорговцы и библиотекари, связанные своей любовью к жанру детективов и поддержкой женщин, пишущих детективы.
События, приведшие к созданию Sisters in Crime, включали конференцию в Хантер-колледже, посвящённую женщинам в детективном жанре в 1986 году, на которой Сара Парецки говорила о растущем использовании графического садизма против женщин в детективах; письмо Филлис Уитни писателям-детективам Америки, в котором указывалось, что женщин не номинируют на награды; первая встреча заинтересованных женщин на собрании Bouchercon World Mystery в октябре 1986 года в Балтиморе, созванная Сарой Парецки; и встреча на чердаке Сандры Скоппеттоне во время ежегодной недели Эдгара, на которой была создана организация.
Заявление о миссии Sisters in Crime:

Бороться с дискриминацией женщин в области детективов, информировать издателей и широкую общественность о несправедливом обращении с авторами-женщинами, повышать уровень осведомлённости об их вкладе в эту область и способствовать профессиональному продвижению женщин, пишущих детективы.
Оригинальный текст (англ.)To combat discrimination against women in the mystery field, educate publishers and the general public as to inequities in the treatment of female authors, raise the level of awareness of their contributions to the field, and promote the professional advancement of women who write mysteries

Среди президентов организации была П. М. Карлсон.